# 八百萬種死法 (電影)
《八百萬種死法》（英語：8 Million Ways to Die）是一部1986年美國動作犯罪片，由哈爾·亞西比執導，傑夫·布里吉、羅珊娜·艾奎特、亞歷山卓·保羅和安迪·賈西亞主演。電影改編自勞倫斯·卜洛克的同名小說，於1986年4月25日在美國上映，口碑不佳。
故事描述私家偵探馬修·史卡德接了一名妓女琴·達科能的委託案件，去跟皮條客錢斯談判琴想從皮肉生涯引退之事。錢斯本人則表現出一付完全不在乎的態度，反正等著下海的人多得是，於是任務輕鬆地達成。但是幾天之後，殺人事件竟發生了，琴慘死在一家旅館床角的地毯上，另有妓女接著受到殘殺，還有另一名自殺。

## 外部連結
- 互联网电影数据库（IMDb）上《八百萬種死法》的资料（英文）
- AllMovie上《八百萬種死法》的资料（英文）